# Karstens
Karstens ist ein deutscher Familienname.

## Herkunft und Bedeutung
Karstens ist eine Variante des Namens Carsten. Zu näherer Erläuterung siehe dort.

## Varianten
- Carstens
- Karsten
- Kersten

## Namensträger
- Anke Karstens (* 1985), deutsche Snowboarderin, siehe Anke Wöhrer
- Bob Karstens (1915–2004), US-amerikanischer Basketballspieler
- Gerben Karstens (1942–2022), niederländischer Radrennfahrer
- Michael Karstens (* 1972), deutscher Basketballspieler
- Simon Karstens (* 1979), deutscher Historiker
- Torben Karstens (* 1979), deutscher Schauspieler und Model
- Willem Karel Hendrik Karstens (1908–1989), niederländischer Botaniker